# 極上甘々キッス♪
『極上甘々キッス♪』（ごくじょうあまあまキッス）は、結衣による日本のケータイ小説作品。

## 概要
2008年7月25日にアスキー・メディアワークスより書籍化された。

## あらすじ
ブスの一家にただ1人生まれた可愛い女の子、紗楽（さら）。名門高校を受験したところ、合格。そこで出会ったのは大企業花寺グループの御曹司である奏哉（そうや）。
「俺の事、絶対惚れさせるから」と言う奏哉の態度に対し、紗楽は強気の態度を見せる。2人は学校主催の数々のイベントで徐々に距離が縮まっていき…。
可愛くて気の強い紗楽と我が儘で裏表のある奏哉、素直になれない2人が繰り広げる恋愛ゲーム。

## 登場人物
葉山 紗楽（はやま さら）
花寺 奏哉（はなでら そうや）
結城 疾風（ゆうき はやて）
松浦 華揶（まつうら かや）

## 書籍
- 上下巻 （アスキー・メディアワークス）